# Vinicio Muñoz
Héctor Vinicio Muñoz Arias (Santo Domingo, 13 novembre 1956) è un ex cestista dominicano.

## Carriera
Con la Rep. Dominicana ha disputato i Campionati del mondo del 1978, tre edizioni dei Campionati americani (1984, 1989, 1993) e due dei Giochi panamericani (San Juan 1979, Caracas 1983).